# Edoardo Salerno
Edoardo Salerno (Guardavalle, 13 dicembre 1891 – Catanzaro, 24 maggio 1978) è stato un politico e prefetto italiano.

## Biografia
In Calabria aveva diretto "Il Pensiero Democratico", giornale di stampo interventista. Prese parte alla prima guerra mondiale con il Corpo dei Bombardieri. Fu quindi Squadrista.
Fu eletto Deputato della XXVII legislatura del Regno d'Italia dal 1924 al 1929, successivamente fu Prefetto di Siracusa, Brescia, Genova, Trapani, Roma, Torino e Bologna.